# The Singing Bee
The Singing Bee is een van oorsprong Amerikaanse spelshow die in vele landen wordt uitgezonden.
De prijs van de show is een trofee en een geldbedrag.

## Format
Bij het begin van de show wordt er een nummer gezongen dat door het publiek wordt meegezongen, de presentator gaat dan door het publiek lopen en haalt zes willekeurige mensen uit het publiek. Zij zijn dan de deelnemers van The Singing Bee.

### Ronde 1
Bij de eerste ronde zijn er vier stoelen die leiden naar ronde twee, bij deze ronde vallen twee personen af. In de eerste ronde moeten de kandidaten de ontbrekende zin van het liedje afzingen. Als ze dit lukt gaan ze door, mislukt dit is de volgende aan de beurt. Dit herhaalt zich totdat vier kandidaten ronde twee hebben gehaald.

### Ronde 2
In ronde twee nemen twee kandidaten het tegen elkaar op, de winnaar gaat naar de finale.
In Ronde twee krijgt de kandidaat een aantal woorden, met deze woorden moet de kandidaat de zin afmaken nadat de muziek stopt. Als de kandidaat dit goed doet gaat hij naar de finale. De kandidaat die dit niet goed deed moet het spel verlaten.

### Finale

#### Championship Round
In de Championship Round spelen de laatste twee kandidaten tegen elkaar. Ze moeten een stuk tekst zingen, het spel gaat net zo lang door tot een iemand een fout maakt. De winnaar gaat dan de The Final Countdown ronde spelen.

#### The Final Countdown
In de The Final Countdown zingt de kandidaat zeven liedjes, voor elk liedje dat de kandidaat goed heeft krijgt hij 5000 dollar (Amerikaanse versie). Bij vijf goede teksten wint de kandidaat 50000 dollar. In deze ronde mag de kandidaat maximaal drie fouten maken anders verliest hij alsnog.

## Internationaal

### Nederland
In Nederland werd op 31 december 2007 de show eenmalig uitgezonden onder de naam Oudejaarsloterij Singing Bee. De show werd gepresenteerd door Gordon. In april 2008 begonnen de normale uitzendingen onder de naam Singing Bee.

### Overige landen
| Land                | Titel                        | Start | Zender                 |
| ------------------- | ---------------------------- | --- | ---------------------- |
| Australië           | The Singing Bee              | 7 oktober 2007 | Nine Network           |
| België              | The Singing Bee              | najaar 2008 | VTM                    |
| Brazilië            | The Singing Bee              | ?? | SBT                    |
| Colombia            | The Singing Bee              | ?? | Caracol TV             |
| Griekenland         | The Singing Bee              | ?? | Alpha TV               |
| IJsland             | The Singing Bee              | ?? | Skjár einn             |
| Marokko             | Fasila / The Singing Bee     | De eerste versie was Fasila begon in 2005, maar vanaf 2007 werd de toegepaste regels van The Singing Bee daar ingevoerd. | 2M TV                  |
| Nederland           | Singing Bee                  | 31 december 2007 | RTL 4                  |
| Spanje              | The Singing Bee              | °2007 | Antena 3               |
| Filipijnen          | The Singing Bee              | °2008 | ABS/CBN                |
| Verenigd Koninkrijk | Sing It Back: Lyric Champion | 7 juli 2007 | Independent Television |
| Verenigde Staten    | The Singing Bee              | 10 juli 2007 | NBC                    |